# Plants of the World Online
Plants of the World Online (en español, Plantas del mundo en línea), es una base de datos en línea que recopila datos importantes sobre la flora mundial. El sitio es publicado por el Real Jardín Botánico de Kew, en Londres.

## Historia
Plants of the World online fue puesto en línea el 3 de abril de 2017, bajo la supervisión de la entonces directora del Real Jardín Botánico de Kew, Katherine Willis.
El proyecto fue ideado para recopilar y digitalizar la información sobre todas las plantas con semilla (espermatofitas) conocidas por la ciencia, en un lapso no mayor a 3 años (2020).
A la fecha, el sitio cuenta con aproximadamente 8.5 millones de registros de plantas.